# 86 p.n.e.
| [ Edytuj tabelę ] | |
| Król Armenii      | - 95 p.n.e. Tigranes II 55 p.n.e.                                                                                           |
| Król Bosporu      | - 107 p.n.e. Mitrydates Eupator 70 p.n.e.                                                                                   |
| Cesarz Chin       | - 87 p.n.e. Han Zhaodi 74 p.n.e.                                                                                            |
| Władca Egiptu     | - 88 p.n.e. Ptolemeusz IX 80 p.n.e.                                                                                         |
| Król Judei        | - 103 p.n.e. Aleksander Jannaj 76 p.n.e.                                                                                    |
| Król Kommageny    | - 100 p.n.e. Mitrydates Kalinnikos 70 p.n.e.                                                                                |
| Król Nabatei      | - 96 p.n.e. Obodas I 85 p.n.e.                                                                                              |
| Król Partów       | - 91 p.n.e. Gotarzes I 80 p.n.e.                                                                                            |
| Król Pontu        | - 120 p.n.e. Mitrydates VI Eupator 63 p.n.e.                                                                                |
| Władca Seleucydów | - 95 p.n.e. Antioch X Eusebes 83 p.n.e. - 95 p.n.e. Filip I Filadelfos 83 p.n.e. - 87 p.n.e. Antioch XII Dionizos 84 p.n.e. |

Rok 86 p.n.e.
stulecia: II wiek p.n.e. ~
I wiek p.n.e. ~
I wiek

lata: 96 p.n.e. «
90 p.n.e. «
89 p.n.e. «
88 p.n.e. «
87 p.n.e. «
86 p.n.e. »
85 p.n.e. »
84 p.n.e. »
83 p.n.e. »
82 p.n.e. »
76 p.n.e.

## Wydarzenia
- 1 marca – Sulla odniósł zwycięstwo w wojnie z Mitrydatesem pod Cheroneą i pod Orchomenos, zdobył i złupił Ateny.

- W Rzymie rozpoczął rządy Lucjusz Korneliusz Cynna.

## Urodzili się
- Salustiusz, historyk rzymski

## Zmarli
- 13 stycznia – Gajusz Mariusz, polityk i wódz rzymski
- Sima Qian – chiński historyk, urzędnik na dworze cesarza Wudi z dynastii Han, także astrolog i reformator kalendarza.